# Craterellus aureus
Craterellus aureus är en svampart som beskrevs av Berk. & M.A. Curtis 1860. Craterellus aureus ingår i släktet Craterellus och familjen kantareller.   Inga underarter finns listade i Catalogue of Life.